# Liolaemus heliodermis
Espèce
Statut de conservation UICN

 LC  : Préoccupation mineure
Liolaemus heliodermis est une espèce de sauriens de la famille des Liolaemidae.

## Répartition
Cette espèce est endémique de la province de Tucumán en Argentine,.

## Publication originale
- Espinoza, Lobo & Cruz, 2000 : Liolaemus heliodermis, a new lizard from northwestern Argentina with remarks on the content of the elongatus group (Iguanaia: Tropiduridae). Herpetologica, vol. 56, no 4, p. 507-516.